# Love Sex Magic
"Love Sex Magic" é o segundo single do álbum de estúdio Fantasy Ride, da cantora Ciara. A canção conta com a participação do cantor Justin Timberlake; atingiu a 10ª posição na Billboard Hot 100 e a 6ª posiçao na Canadian Hot 100.

## Posições
| Top (2009)                         | Melhor posição |
| ---------------------------------- | -------------- |
| Estados Unidos - Billboard Hot 100 | 10             |
| Canadá - Canadian Hot 100          | 6              |
| Brasil - Brasil Hot 100 Airplay    | 7              |